# Montjoi (Tarn i Garonna)
Montjoi – miejscowość i gmina we Francji, w regionie Oksytania, w departamencie Tarn i Garonna.
Według danych na rok 1990 gminę zamieszkiwało 178 osób, a gęstość zaludnienia wynosiła 12 osób/km² (wśród 3020 gmin regionu Midi-Pireneje Montjoi plasuje się na 885. miejscu pod względem liczby ludności, natomiast pod względem powierzchni na miejscu 777.).